# William Dickson (Politiker)
William Dickson (* 5. Mai 1770 im Duplin County, Provinz North Carolina; † Februar 1816 in Nashville, Tennessee) war ein US-amerikanischer Politiker. Zwischen 1801 und 1807 vertrat er den Bundesstaat Tennessee im US-Repräsentantenhaus.

## Leben
William Dickson besuchte die Grove Academy in Kenansville. Im Jahr 1795 zog er mit seinen Eltern in das Südwest-Territorium, aus dem ein Jahr später der Staat Tennessee entstand. Er studierte Medizin und praktizierte viele Jahre lang in Nashville als Arzt. Politisch schloss sich Dickson der von Präsident Thomas Jefferson gegründeten Demokratisch-Republikanischen Partei an. Zwischen 1799 und 1801 war er Abgeordneter und Speaker im Repräsentantenhaus von Tennessee. Damals freundete er sich auch mit dem späteren US-Präsidenten Andrew Jackson an.
Bei den staatsweit ausgetragenen Kongresswahlen des Jahres 1800 wurde Dickson für das erste Abgeordnetenmandat von Tennessee in das US-Repräsentantenhaus in Washington, D.C. gewählt, wo er am 4. März 1801 die Nachfolge von William C. C. Claiborne antrat. Nach zwei Wiederwahlen konnte er bis zum 3. März 1807 drei Legislaturperioden im Kongress absolvieren. In diese Zeit fiel der von Präsident Jefferson getätigte Louisiana Purchase, durch den das Staatsgebiet der USA im Westen und Südwesten beträchtlich erweitert wurde. Im Jahr 1804 wurde der 12. Verfassungszusatz verabschiedet.
Zwischen 1806 und seinem Tod im Jahr 1816 war William Dickson Kurator der University of Nashville. Er starb im Februar 1816 in Nashville.